# Église Notre-Dame-la-Petite de Châteaumeillant
Pour les articles homonymes, voir Église Notre-Dame.
L'église Notre-Dame-la-Petite dite aussi église du chapitre, est une église catholique située sur la commune de Châteaumeillant, dans le département du Cher, en France.

## Localisation
L'église se trouve place de la mairie.

## Historique
La plus ancienne mention de la chapelle Notre-Dame date de 1115, dans une bulle papale de Pascal II, comme dépendance de l'abbaye de Déols. 
Le style de l'église Notre-Dame est semblable à celui de l'église Saint-Genès de Châteaumeillant ce qui laisse supposer que la construction de l'église actuelle lui est contemporaine, dans le 4e quart du XIe siècle et dans le courant du XIIe siècle pour l'abside, de deux absidioles, de la nef et du transept. Le chevet a dû être agrandi par la construction de deux autres absidioles intermédiaires au milieu du XIIe siècle. L'abside a été rhabillée et rehaussée probablement à la même période.
La bulle du pape Innocent III, datée de 1212, cite cette église comme étant une chapelle : « Ecclesiam sancti Stephani de Castro Melani et capellis suis et capellan sanctæ Mariæ ». C’était la chapelle du château. 
En 1488, Isabelle de La Tour d’Auvergne, fillede Bertrand V de La Tour d'Auvergne et épouse d'Arnaud Amanieu d'Albret († 1463), sire d'Orval et d'Esparre, dispose par testament d'une somme pour fonder à Châteaumeillant un chapitre de chanoines réguliers. Léon X a autorisé la fondation de ce chapitre par deux bulles données en 1513 et 1520. C'est en 1517 que ce désir de fondation d'un collège de chanoines réguliers est exécuté par Jean d'Albret, seigneur de Châteaumeillant, d'où le nom de « chapitre ». Le transept a été agrandi à cette époque au détriment du chœur pour donner plus d'espace aux croisillons transformés en chapelles voûtées d'ogives.
À la Révolution, l'église est désaffectée, son clocher est abattu et la nef de l’église est transformée en halle couverte pour les marchés. Au-dessus de la halle est aménagée une salle de spectacle. Le transept et le chœur sont sectionnés en hauteur et en largeur et morcelés en petites salles. La première absidiole sud est démolie à la fin du XIXe siècle. L'abside a servi tour à tour de prison, de justice de paix, de salle de mariage, enfin de mairie jusqu'en 2005, avant que celle-ci ne déménage à côté en 2005.
Quelques éléments sculptés sont réemployés dans une maison.

## Protection
L'édifice est classé au titre des monuments historiques en 1914,.